# Colby College
Colby College es una universidad privada localizada en Mayflower Hill en Waterville, Maine, EE. UU.
Fue fundada en 1813, y es la duodécima universidad de artes liberales independiente más antigua de los Estados Unidos. Colby fue la primera universidad para hombres de Nueva Inglaterra, pasando a aceptar mujeres en 1871.
Aproximadamente 1.800 estudiantes de más de 60 países se matriculan anualmente. Las ofertas académicas incluyen programas en 54 campos de estudio y 30 especialidades. En parte debido a la ubicación de Colby, más de dos tercios del alumnado de Colby participan en programas en el extranjero.

## Deportes
Colby compite en la conferencia NESCAC.